# Ircinia cylindracea
Ircinia cylindracea är en svampdjursart som beskrevs av Vacelet, Vasseur och Claude Lévi 1976. Ircinia cylindracea ingår i släktet Ircinia och familjen Irciniidae.
Artens utbredningsområde är Madagaskar. Inga underarter finns listade i Catalogue of Life.